# План «Тоталіті»
План «Тоталіті» (англ. Totality) — був дезінформаційною операцією, яку запустив генерал США Дуайт Ейзенхауер у серпні 1945 року під керівництвом президента Гаррі Трумена після закінчення Потсдамської конференції.
План передбачав ядерний напад на Радянський Союз 20-30 атомними бомбами. Для першого удару було визначено 20 радянських міст для знищення: Москва, Горький, Куйбишев, Свердловськ, Новосибірськ, Омськ, Саратов, Казань, Ленінград, Баку, Ташкент, Челябінськ, Нижній Тагіл, Магнітогорськ, Молотов, Тбілісі, Сталінськ, Грозний, Іркутськ і Ярославль. Однак насправді цей план був лише дезінформацією; лише наступного 1946 року Сполучені Штати мали в наявності всього дев'ять атомних бомб, а також двадцять сім бомбардувальників B-29, здатних їх доставляти. План «Тоталіті» був частиною «гігантського атомного блефу» Трумена, спрямованого насамперед на Радянський Союз.